# Res gestae Divi Augusti

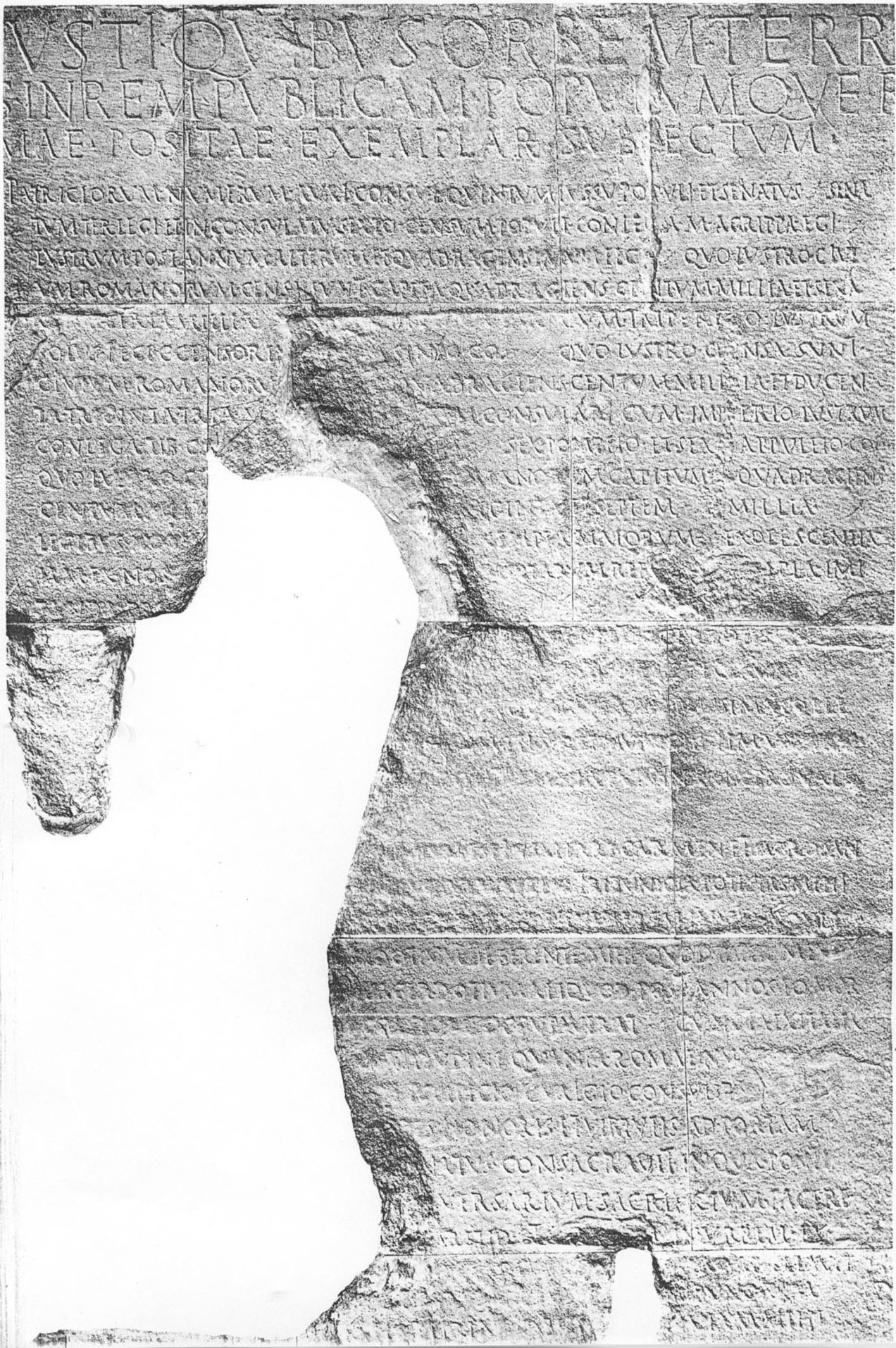
Parte de las Res Gestae Divi Augusti del Monumentum Ancyranum.

Res gestae Divi Augusti (latín: Hazañas del Divino Augusto) es una larga inscripción del primer emperador del Imperio romano, César Augusto, que ofrece un relato en primera persona de su vida y, sobre todo, de sus obras. Es copia de uno de sus tres documentos testamentarios, confiados a las vestales, y originalmente su texto fue grabado, siguiendo sus deseos, en las jambas del Mausoleo de Augusto en Roma, todo lo cual conocemos a través de la Vita Augusti de Suetonio.

## El autor: Augusto

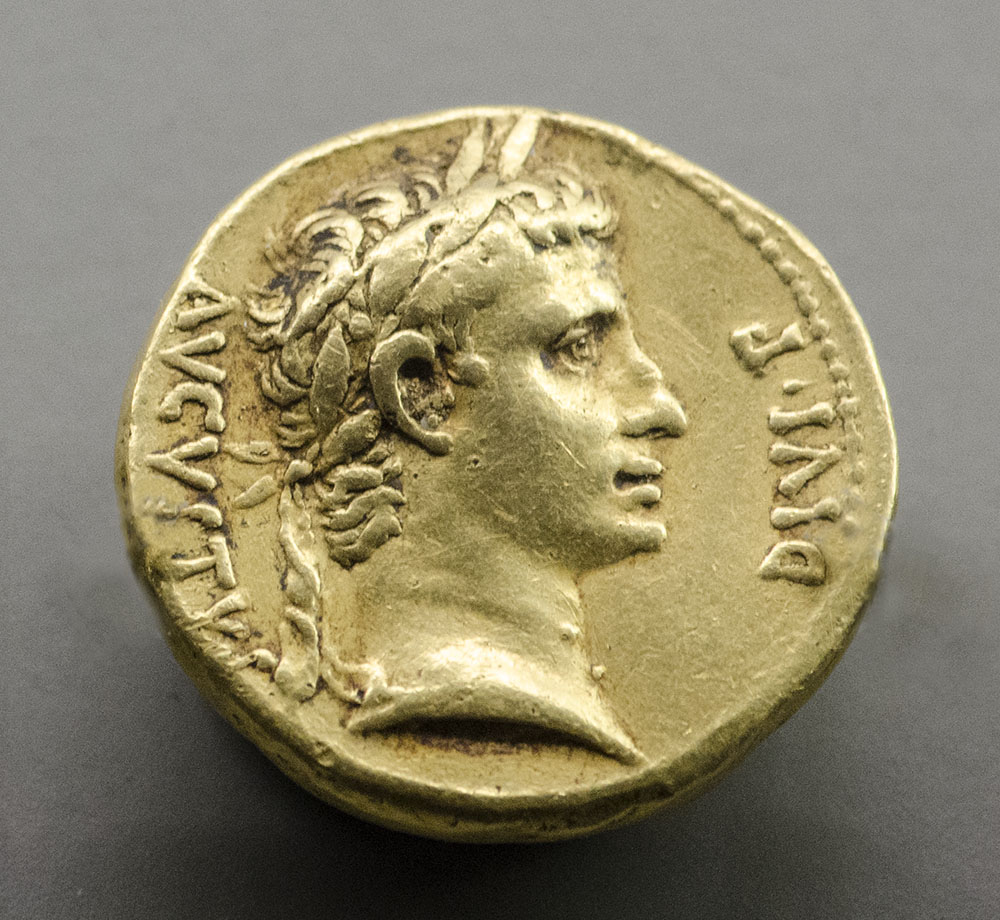
Moneda de Augusto. La moneda fue otra de sus muchas formas de propaganda.

El emperador Augusto, Cayo Octavio al nacer, más tarde adoptado por Julio César en su testamento, pasando a llamarse Cayo Julio César Octaviano, fue el primer emperador de Roma desde el año 27 a. C. hasta su muerte, en 14 d. C.   
Esta época en la que Augusto gobernó ha pasado a la historia como la "Paz Augusta". Todo lo que emprendía quedaba señalado con el título de Augusto, concedido por el senado y el pueblo romano por sus méritos, a lo que se hace referencia en el propio res gestae Divi augusti, e incluso fue nombrado "padre de la patria": «Cuando ostentaba mi decimotercer consulado, el senado, el Orden de los Caballeros Romanos y el pueblo romano entero me designaron como Padre de la Patria».
Esto se ve reflejado en la inscripción, resaltado la moderación y constancia con la que llevó a cabo su carrera política, destacando así sus logros, y donde, si la república y el pueblo romano aparecen como los beneficiarios de su actividad política, su autor es el centro y en él se fija su atención.
Algunos autores se refieren a él como un maestro en el arte de la propaganda, haciendo uso de diferentes medios, siendo el mensaje epigráfico el de mayor importancia. Otras formas de publicidad se daban mediante el uso de  la arquitectura, la escultura,  las monedas.  El primer emperador, y después sus sucesores, intentó obtener a través de estos diversos medios de publicidad, un sentimiento de adhesión y una aureola de prestigio que aumentase su atractivo y respetabilidad. Es más, a partir de Augusto se produce un notable aumento de la elaboración de epígrafes, a imitación de este emperador.

## El monumento de Ancira

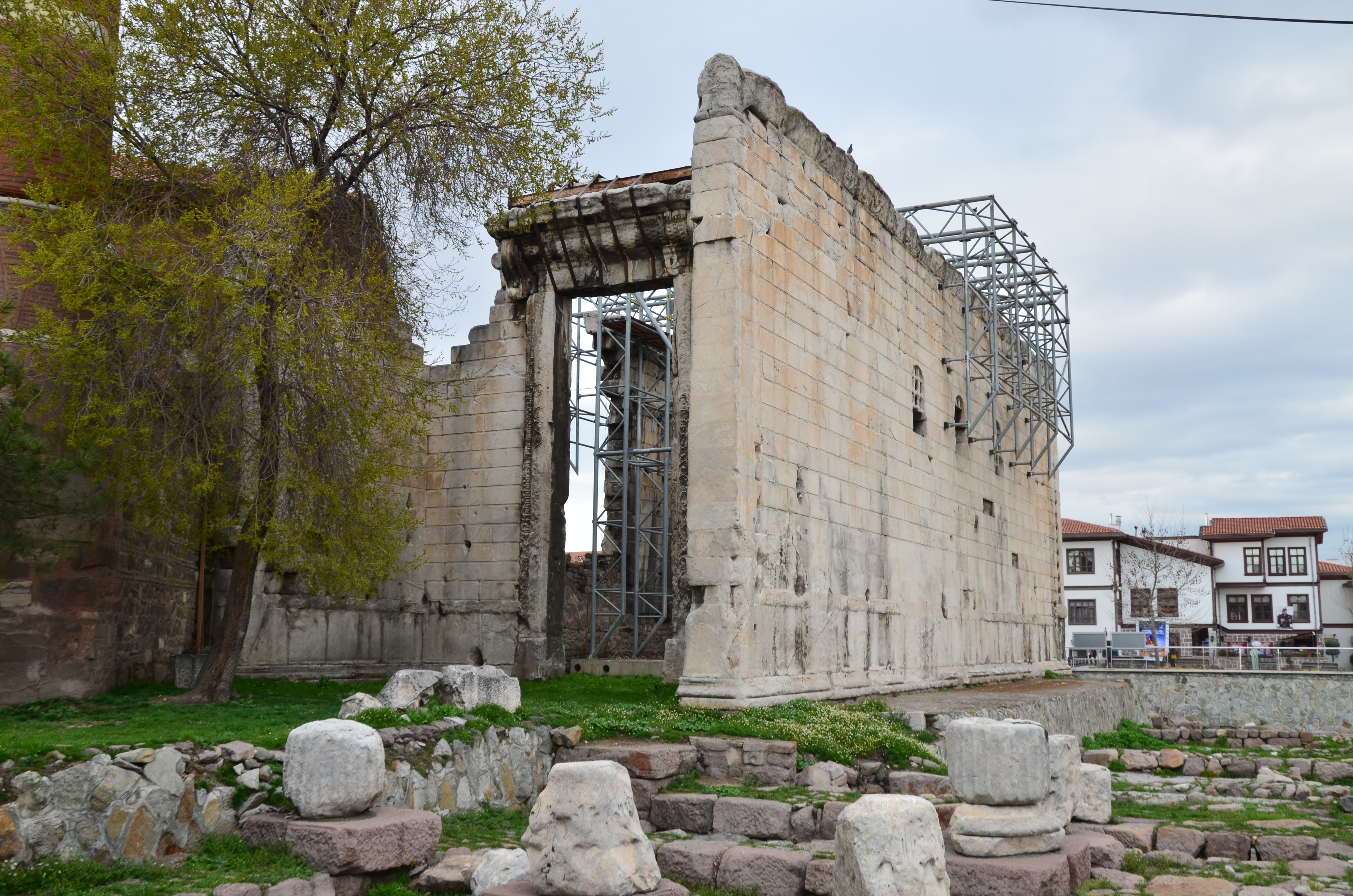
Templo de Augusto y de Roma en Ankara

En Ancira, actual Ankara, se conserva la mejor copia, llamada también Monumentum Ancyranum, descubierta en  el año 1555 por el embajador del Káiser Fernando I en el curso de una embajada al sultán Solimán el Magnífico. Se encontraba en los muros de un antiguo edificio que contenía las ruinas de un templo en honor de Roma y Augusto, edificado posiblemente en vida del emperador. 
El texto latino está grabado en los muros interiores del pronaos, el vestíbulo del templo, y está dividido en seis páginas o columnas. En la pared izquierda se encuentra la primera parte del texto, en tres columnas de cuarenta y seis líneas cada una. En la parte superior aparece el título ocupando dos líneas y media y recorre el espacio de las tres columnas. El muro de la derecha contiene la segunda parte del documento en tres columnas de cincuenta y cuatro líneas cada una.
Cada muro de la inscripción mide 2’70 metros de altura y unos cuatro metros de ancho.
El texto griego se encuentra en la parte exterior del muro derecho del vestíbulo, desarrollado en 19 columnas de 1,25 metros de altura y una longitud de unos veinte metros. Los vacíos son debidos a las grapas de bronce arrancadas a lo largo de los siglos. Hay que tener en cuenta que en tiempos pasados existieron casas privadas apoyadas en ese muro exterior del templo, lo que influyó en el deterioro de la inscripción y en algunos detalles de su conservación.

## Contenido, copias y contexto
La copia conservada en Ankara, calificada por Theodor Mommsen como «la reina de las inscripciones», consta de 35 párrafos que pueden ser agrupados en cuatro secciones, además de una breve introducción y un apéndice realizado post mortem. La primera parte (párrafos 2-14) habla acerca de la carrera política de Augusto, y los cargos y honores de los que fue poseedor. La segunda parte (párrafos 15-24) relaciona las donaciones de dinero, alimentos y tierras, que Augusto realizó a los ciudadanos de Italia y a su ejército, las obras públicas que realizó, y los espectáculos de gladiadores que organizó para agasajar al pueblo. Tanto la construcción de las infraestructuras como los espectáculos de gladiadores fueron pagados con la fortuna privada de Augusto. La tercera parte de la obra (párrafos 25-33) describe sus hitos militares, además de cómo estableció alianzas con otras naciones durante su gobierno. La última parte (párrafos 34-35) la destina a recordar algunos de los muchos honores que le fueron concedidos en vida por el senado, el ejército, o el pueblo. El apéndice final (escrito en tercera persona y no por el propio Augusto) resume los gastos invertidos en pagos al pueblo y a los soldados en 2.400.000.000 sestercios, esto es, 600 millones de denarios, da una relación de los monumentos que construyó o reformó, y califica lo invertido en juegos gladiatorios, en teatro y naumaquias, a las ciudades de Italia y en las provincias, para obras de reparaciones diversas, o para completar el patrimonio de senadores y amigos, como simplemente «imposible de cuantificar» (innumerabilis).
El propio Augusto nos da la fecha de redacción de las Res gestae al final de las mismas: «Cuando escribí estas memorias tenía setenta y seis años», por lo tanto en el 13 d. C., lo que coincide con los «dieciséis meses antes de su muerte» de Suetonio, aunque no se puede descartar que hubiera algunos borradores previos, revisados por él a lo largo de años. Augusto dejó este texto junto a su testamento y una situación general de las tropas, y daba instrucciones al Senado para que lo grabaran en la entrada de su mausoleo. El original, que no ha sobrevivido, fue así inscrito en un par de pilares de bronce y colocados a la entrada del Mausoleo de Augusto. Pero además de ello, se debió de grabar en muchos monumentos y templos de culto imperial, algunos de los cuales han sobrevivido de forma más o menos parcial. El más importante, ya citado, fue grabado en latín y griego, y se localiza en el templo de Augusto de Ancyra, el Monumentum Ancyranum de Ankara, Turquía, mientras que otros fragmentos han sido encontrados en las ciudades de Antioquía y Apolonia, este último solo en griego, ambas localizadas en Pisidia, por lo que se les denomina respectivamente Monumentum Antiochenum y Monumentum Apolloniense.

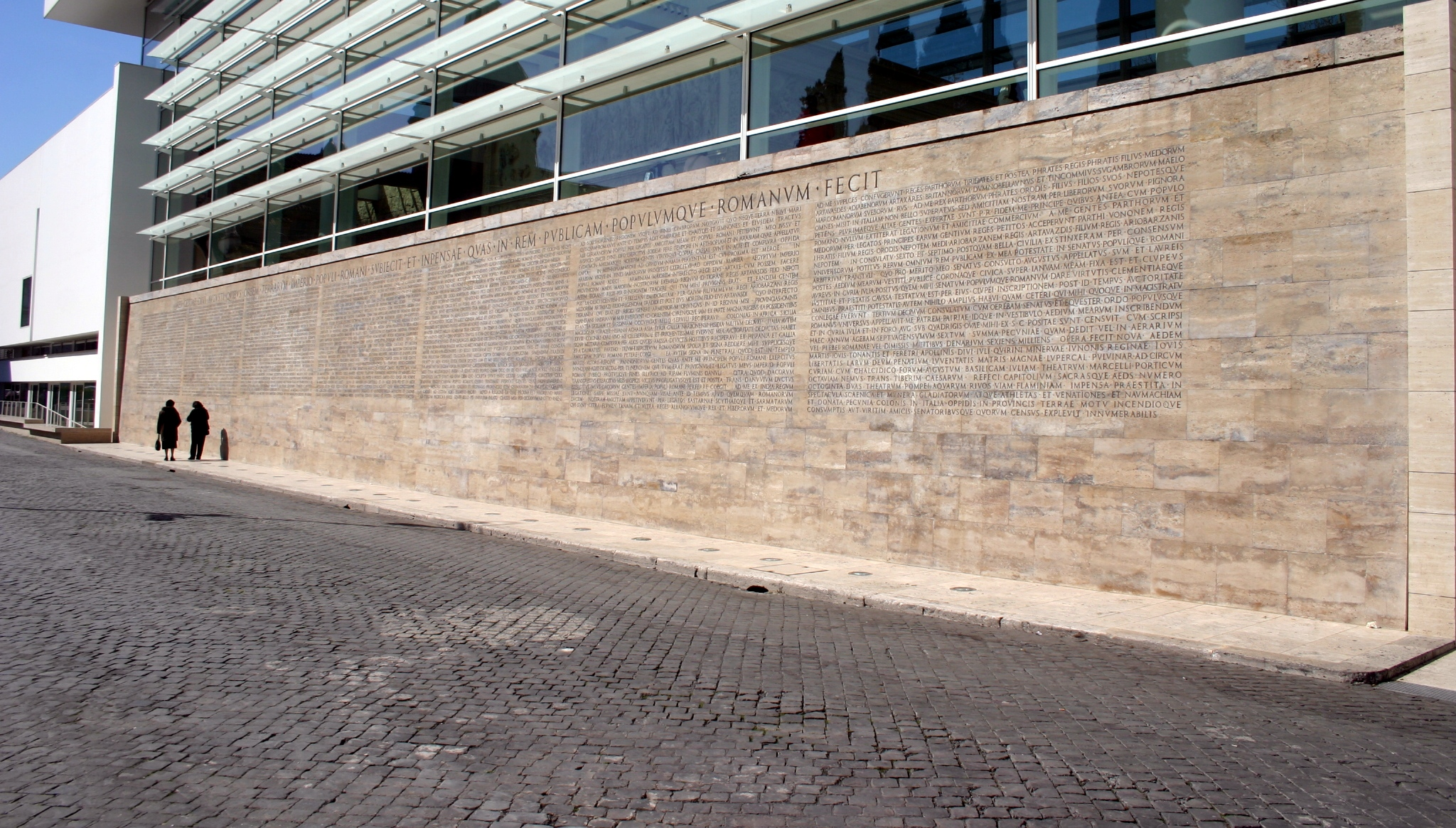
Copia realizada en época fascista de las Res gestae Divi Augusti, colocada en el exterior del museo del Ara Pacis en Roma.

Por su propia naturaleza autobiográfica, las Res gestae no son del todo objetivas históricamente, siendo más bien un escrito propagandístico que tenía como objetivo ofrecer una visión óptima de los actos de Augusto. El escrito pasa por alto todos los acontecimientos transcurridos desde el asesinato de Julio César hasta la batalla de Actium, cuando el poder de Augusto se hizo indiscutible. Se refiere a los asesinos de César, Marco Junio Bruto y Cayo Casio Longino como «los que mataron a mi padre». La batalla de Filipos se menciona solo de pasada y no por su nombre. En cuanto a sus grandes enemigos, Marco Antonio y Sexto Pompeyo, son también mencionados de manera anónima, el primero es «con el que combatió en la guerra» y el otro es simplemente «un pirata». Asimismo, el texto no menciona para nada su imperium maius y sus excepcionales poderes tribunicios. La posición de Augusto en el gobierno se empieza a mencionar: «A partir del momento (27 a. C., el fin de la guerra civil) en que superé a todos los demás en influencia, y sin embargo mis poderes oficiales no son superiores a los de mi colega en el cargo». Este fragmento es una clara declaración de intenciones, de realizar una «restauración» de la vieja república, con un líder que no era más que «primero entre iguales», pero que era prácticamente igual que una monarquía absoluta respaldada por las espadas de sus legiones romanas.
Las Res gestae son un ejemplo único de táctica propagandística destinada a la legitimación de, en este caso, la actuación del primer emperador de Roma, cuya carrera política fue extraordinaria. La utilización por diversos historiadores, tanto antiguos como modernos, de esta obra como fuente sobre el reinado de Augusto es síntoma del éxito de la maniobra de propaganda de Augusto, aunque además, como testimonio escrito de propia mano, sea sin duda una muy valiosa fuente histórica.
Muy recientemente, con motivo de la nueva instalación museográfica del Ara Pacis, en Roma, se ha restaurado y protegido en el exterior la reproducción de las Res gestae que estaba allí desde 1938, como puede verse en las galerías fotográficas del arquitecto Richard Meier, autor de la remodelación del edificio en 2005  y  (fotografías ampliables arriba a la izquierda).
Las Res gestae Divi Augusti no solo son un testimonio de los logros de Augusto, sino también una pieza maestra de propaganda política que marcó profundamente la cultura romana y la percepción del poder imperial. Este documento, cuidadosamente redactado por el primer emperador romano, ofreció una narrativa oficial de su vida y logros, diseñada para legitimar su autoridad y consolidar su legado.
Desde un punto de vista político, las Res gestae sirvieron para reforzar la figura de Augusto como el restaurador de la paz y la estabilidad tras décadas de guerras civiles. Al destacar su papel como protector del pueblo y benefactor del Estado, el documento proyecta la imagen de un gobernante magnánimo, preocupado por el bienestar colectivo y el florecimiento del Imperio. Estas afirmaciones ayudaron a cimentar el modelo del "príncipe ideal", una imagen que sería imitada por sus sucesores.
Culturalmente, las Res gestae contribuyeron a establecer un nuevo lenguaje de poder en Roma. La inscripción no solo glorifica las hazañas de Augusto, sino que también enfatiza conceptos como la "pax romana", la virtud (virtus), y el favor divino, que se convirtieron en elementos centrales de la identidad imperial romana. Además, su difusión en regiones tan diversas como Anatolia y Egipto muestra cómo el documento unificó simbólicamente al Imperio en torno a la figura de Augusto.
El impacto de las Res gestae trasciende su tiempo. Más allá de Roma, se convirtió en un modelo de cómo los líderes utilizan los registros históricos para moldear la percepción pública. En ese sentido, las Res gestae no solo reflejan el poder de Augusto, sino también la capacidad de la propaganda para construir narrativas perdurables en la historia.

## Ediciones en español
- Res gestae divi Augusti: autobiografía del Emperador Augusto, ed. de Guillermo Fatás y Manuel Martín-Bueno, Zaragoza, Universidad Popular y Ayuntamiento de Zaragoza, 1987.
- Res gestae Divi Augusti (introducción, traducción y comentario de J. M. Cortés Copete), Madrid, Ediciones Clásicas, 1994, ISBN 84-7882-148-1.
- La gesta del divino Augusto.  Versión directa del Latín por Tomás Arias, Panamá, 1941, Litho Impresora Panamá, 1989.  Con anotaciones.
- Res gestae divi Augusti. Las memorias políticas del emperador Augusto (traducción, prólogo y notas de Nicolás Cruz), Santiago, Editorial de la Pontificia Universidad Católica de Chile, 2017. ISBN 9789561419704.